# Pardosa buchari
Pardosa buchari är en spindelart som beskrevs av Vladimir I. Ovtsharenko 1979. Pardosa buchari ingår i släktet Pardosa och familjen vargspindlar. Inga underarter finns listade i Catalogue of Life.